# 埃斯拉瓦
埃斯拉瓦（西班牙語：Eslava）是西班牙纳瓦拉的一个市镇。总面积19平方公里，总人口163人（2001年），人口密度9人/平方公里。